# FIRE BIRD (Roseliaの曲)
『FIRE BIRD』（ファイアバード）は、2019年7月24日に発売されたRoseliaの9枚目のシングルである。
表題曲「FIRE BIRD」はテレビアニメ『BanG Dream! 2nd Season』第13話挿入歌として書き下ろされた。生産限定盤のBlu-rayにはアニメ『BanG Dream! 2nd Season』#5～6、次回予告、TVCMを収録。

## 音楽性・歌詞
ボーカルの友希那を演じた相羽あいなは、「FIRE BIRD」についてバンドの集大成のようだとビルボードジャパンとのインタビューの中で話している。相羽によると、同作は上松範康が作曲と作詞の両方を務めたとされており、歌詞の内容もそれまでのRoseliaの歩みを踏まえたものだとされている。また、あこ役の櫻川めぐはRoseliaを不死鳥に例えた楽曲であると前述のインタビューの中で話している。カップリング曲である「Ringing Bloom」には、キーボード担当の白金燐子の歌唱パートが存在する。なお、燐子役の明坂聡美の卒業に伴い、本作より後任の志崎樺音が楽曲に参加する。それに伴い「Ringing Bloom」は、ゲーム収録時は明坂の音源が使用されているが、本シングルでは志崎によって新たに録り直されている。

## ライブ・パフォーマンス
「FIRE BIRD」を演奏する際は、観客がウルトラオレンジのペンライトを光らせることが恒例となっている。

## 収録曲
CD（生産限定盤・通常盤共通）
- 全編曲：藤永龍太郎（Elements Garden）[2]

1. FIRE BIRD
  - 作詞・作曲：上松範康（Elements Garden）[3]
2. Ringing Bloom
  - 作詞：織田あすか（Elements Garden）、作曲：藤永龍太郎（Elements Garden）
3. FIRE BIRD（instrumental）
4. Ringing Bloom（instrumental）

Blu-ray（生産限定盤のみ）
1. アニメ「BanG Dream! 2nd Season」#5〜6
2. Web用次回予告 #5〜6
3. アニメ「BanG Dream! 2nd Season」CM Roselia編